# Sonnleiten (Gemeinde Sankt Marein)
Sonnleiten-Wieden ist eine Ortschaft und als Sonnleiten eine Katastralgemeinde der Gemeinde Sankt Marein im Mürztal im Bezirk Bruck-Mürzzuschlag in Steiermark.
Die Katastralgemeinde, die im Wesentlichen aus der Einzellage Sonnleitner besteht, liegt im südwestlichen Teil des Gemeindegebietes. Im Westen befindet sich auch die Siedlung Sonnleiten als Ortschaftsbestandteil von Parschlug in der Gemeinde Kapfenberg.

## Siedlungsentwicklung
Zum Jahreswechsel 1979/1980 befanden sich in der Katastralgemeinde Sonnleiten insgesamt 19 Bauflächen mit 8.411 m² und 21 Gärten auf 19.444 m², 1989/1990 gab es 15 Bauflächen. 1999/2000 war die Zahl der Bauflächen auf 142 angewachsen und 2009/2010 bestanden 70 Gebäude auf 144 Bauflächen.

## Bodennutzung
Die Katastralgemeinde ist land- und forstwirtschaftlich geprägt. 111 Hektar wurden zum Jahreswechsel 1979/1980 landwirtschaftlich genutzt und 452 Hektar waren forstwirtschaftlich geführte Waldflächen. 1999/2000 wurde auf 45 Hektar Landwirtschaft betrieben und 509 Hektar waren als forstwirtschaftlich genutzte Flächen ausgewiesen. Ende 2018 waren 39 Hektar als landwirtschaftliche Flächen genutzt und Forstwirtschaft wurde auf 502 Hektar betrieben. Die durchschnittliche Bodenklimazahl von Sonnleiten beträgt 16,5 (Stand 2010).